# Chris Bollenbach
Chris Bollenbach (* 4. Dezember 1972 in Rahden) ist ein ehemaliger deutscher Politiker (CDU) und war von 2005 bis 2010 Mitglied des Landtages Nordrhein-Westfalen.

## Leben
Bollenbach wuchs in Bünde bei Herford auf. In der Jugend war er aktiver Radsportler und nahm auch an Rennen der deutschen Meisterschaft teil. Nach seiner Mittleren Reife 1990 begann er eine Ausbildung zum Gas- und Wasser-Installateur, die er 1993 beendete. 1995/96 absolvierte er seinen Wehrdienst bei der Bundeswehr. Nachdem er 1999 die Meisterprüfung abgelegt hatte, eröffnete er im Jahr 2000 mit seinen Eltern einen Betrieb, den er bis heute führt.

## Partei
Bollenbach trat 1989 der Jungen Union bei, ein Jahr später der CDU. Von 1990 bis 1996 war er Vorsitzender der Jungen Union in Bünde und von 1992 bis 1998 Kreisvorsitzender der Jungen Union Herford. 1993 wurde Bollenbach stellvertretender Kreisvorsitzender der CDU Herford und von 1997 bis 2005 war er stellvertretender Stadtverbandsvorsitzender der CDU Bünde. 2002 übernahm er den Vorsitz der der Kommunalpolitische Vereinigung der CDU im Kreis. Von Ende 2007 bis Anfang 2011 war er CDU-Kreisvorsitzender.

## Öffentliche Ämter
Von 1994 bis 2014 war Bollenbach Mitglied im Kreistag des Kreises Herford und ab 1999 Vorsitzender des dortigen Jugendhilfe-Ausschusses.
Bei der Landtagswahl in Nordrhein-Westfalen 2005 wurde Bollenbach in den NRW-Landtag gewählt. Dort war er ordentliches Mitglied im Ausschuss für Schule und Weiterbildung sowie im Petitionsausschuss. Bei der Landtagswahl in Nordrhein-Westfalen 2010 verlor er sein Direktmandat im Herford II an Angela Lück (SPD). Er gehörte dem Landtag vom 8. Juni 2005 bis zum 8. Juni 2010 an.